# Xã Eureka, Quận Sac, Iowa
Xã Eureka (tiếng Anh: Eureka Township) là một xã thuộc quận Sac, tiểu bang Iowa, Hoa Kỳ. Năm 2010, dân số của xã này là 941 người.